# Dood van Sedar Soares
De dood van Sedar Soares is een misdrijf in 2003 in de Nederlandse stad Rotterdam. De dertienjarige Sedar Soares overleed op zondag 2 februari 2003 in een ziekenhuis aan verwondingen die hij de avond daarvoor opliep omdat hij werd beschoten terwijl hij sneeuwballen aan het gooien was. De dader is niet achterhaald; een verdachte in deze zaak werd vrijgesproken wegens gebrek aan bewijs.

## Gebeurtenis
Sedar Soares, een Kaapverdisch-Nederlandse jongen van dertien jaar oud, was op zaterdagavond 1 februari 2003 boven op een parkeergarage bij het Rotterdamse metrostation Slinge met meerdere andere kinderen sneeuwballen aan het gooien naar voorbijgangers en passerend autoverkeer. Aanvankelijk werd verondersteld dat een bestuurder kwaad werd, zijn vuurwapen pakte en geschoten heeft, waarbij Sedar Soares door een kogel in het voorhoofd wordt getroffen. Hij overleed de volgende dag in een ziekenhuis aan zijn verwondingen.

## Mogelijke motieven
Een in een vroeg stadium van onderzoek veronderstelde reden voor de moord op Sedar Soares was dat Sedar beschoten zou zijn toen hij de auto van de moordenaar raakte met een sneeuwbal. De dader zou uitgestapt zijn, en geschoten hebben. De jongens doken weg, maar voor Sedar was het al te laat. Deze veronderstelling werd later in de rechtbank bevestigd door getuigenverklaringen.
Een andere veronderstelde oorzaak was dat Sedar gedood werd door een verdwaalde kogel tijdens een bendeoorlog.
In 2022 onderzocht de politie de mogelijkheid dat hij het onschuldige slachtoffer werd van een ripdeal. Bij een poging cocaïne te stelen zou zijn geschoten.

## Onderzoek
Uit onderzoek bleek dat er, na de moord op Sedar, in Rotterdam-Zuid maandenlang sprake was van geruchten wie de dader zou zijn. Niemand zou naar de politie hebben durven te stappen uit angst voor represailles.
De verdenking richtte zich tegen de destijds 28-jarige Antilliaan Gerald H., bijgenaamd Japatin ('Koning der Lullen'). Deze persoon was actief in de drugswereld en had het imago van een macho met een zeer kort lontje.

## Proces
Het proces tegen H. was lastig voor het Openbaar Ministerie, omdat het bewijs grotendeels afhankelijk was van getuigenverklaringen. Ook trokken getuigen bepaalde verklaringen in, wat verklaard zou kunnen worden uit angst voor H. Een van de getuigen werd bij het verhoor bij de rechter-commissaris aangehouden op verdenking van meineed. Een vrouw die eerder verklaarde het schietincident gezien te hebben, zei niet eens aanwezig te zijn geweest op Slinge. Ook een andere getuige stelde H. niet gezien te hebben op de bewuste avond. Toch waren de verklaringen volgens advocaat-generaal Groen bruikbaar, omdat de getuigen zich zouden hebben laten leiden door angst.
Op 31 januari 2005 veroordeelde de Rechtbank Rotterdam H. wegens doodslag tot 15 jaar gevangenisstraf.
De zaak was in behandeling bij het Gerechtshof in Den Haag voor hoger beroep en op 18 oktober 2005 werd H. door dit hof wegens gebrek aan bewijs vrijgesproken. Twee ooggetuigen hadden hun verklaringen plots ingetrokken.
Na deze vrijspraak in hoger beroep ging het Openbaar Ministerie in cassatie. De Hoge Raad heeft op 19 december 2006 het cassatieberoep verworpen. Daarmee is Gerald H. definitief vrijgesproken.